# Пећине Чинхоји
Пећине Чинхоји су низ повезаних пећина у близини града Чинхојија. Оне се налазе у саставу истоименог рекреационог парка.